# Reghin
Reghin (Reen en saxon, Sächsisch Regen en allemand, Szászrégen en hongrois) est une ville roumaine du județ de Mureș, dans la région historique de Transylvanie et dans la région de développement du Centre.

## Géographie

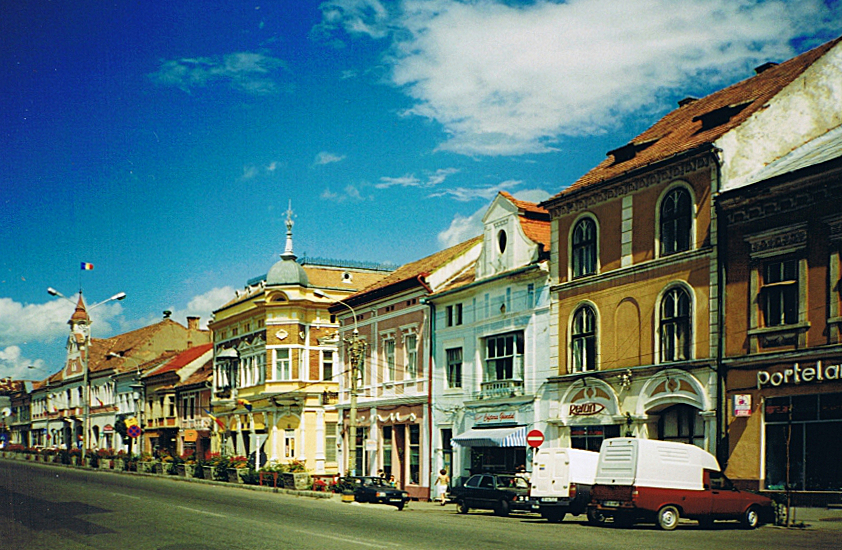
Le centre de Reghin

La ville de Reghin est située dans le nord du județ, sur un bras de la rive droite du Mureș appelé Mureșul Mic (Petit Mureș), à son confluent avec le Gurghiu, qui descend des Monts Gurghiu (Munții Gurghiului), sur le Plateau de Transylvanie (Podișul Transilvanei) à sa limite avec la zone de montagne.
La ville se trouve à 32 km au nord-ouest de Târgu Mureș, le chef-lieu du județ. La région qu'elle commande est appelée Pays de Reghin (Reener laendchen en dialecte saxon et Ținutul Reghinului en roumain).
La municipalité est composée de la ville de Reghin elle-même et des deux villages suivants (population en 2002) :
- Reghin (29 195), siège de la municipalité ;
- Apalina (2 826) ;
- Iernuteni (4 105).

## Histoire
La première mention écrite de la ville date de 1128 sur un document émanant de la cour du roi André II de Hongrie. Toutefois, son importante position stratégique au débouché des Carpates sur la plaine de Transylvanie laisse supposer une origine plus ancienne sous le règne de Ladislas Ier de Hongrie au XIe siècle.
Malgré sa destruction par les Mongols en 1241 et 1289, la ville se développe rapidement. Dès le XIIIe siècle, elle est la résidence et le centre du pouvoir des puissantes familles Tomaj et Kacsik sur des terres concédées par la couronne hongroise, à charge pour elles défendre la frontière orientale du royaume.
Au début du XIVe siècle, Reghin obtient le droit de cité, puis, en 1427, le droit d'organiser des marchés et des foires. Durant le XVIe siècle et le XVIIe siècle, elle est dévastée plusieurs fois lors des guerres entre les Habsbourg et les Ottomans et en 1848, elle subit un grave incendie. Lors de la réorganisation administrative de la Transylvanie, la ville est intégrée au comitat de Maros-Torda
En 1920, lors du Traité de Trianon, elle devient roumaine et perd petit à petit sa particularité de ville saxonne. Après le Deuxième arbitrage de Vienne, elle a été occupée, de 1940 à 1944, elle est occupée par la Hongrie avant d'être de nouveau incorporée à la Roumanie. L'importante communauté juive est détruite par les Nazis pendant la Shoah lors des déportations de juin 44.
Le retour de la population allemande vers sa terre d'origine, malgré plusieurs siècles de présence, s'accentue après la guerre.
En 1994, Reghin obtient le statut de municipalité.

## Politique
| Parti | Parti                                      | Sièges |
| ----- | ------------------------------------------ | ------ |
|       | Parti social-démocrate (PSD)               | 8      |
|       | Union démocrate magyare de Roumanie (UDMR) | 7      |
|       | Parti national libéral (PNL)               | 3      |
|       | Parti Mouvement populaire (PMP)            | 1      |

## Démographie
En 1900, la ville comptait 2 090 Roumains (20,55 %) pour 4 817 Hongrois (47,36 %) et 3 186 Allemands (31,33 %).
En 1930, on recensait toujours une communauté hongroise de 4 970 personnes (40,13 %) au côté de 3 119 Roumains, de 2 251 Allemands (17,75 %), de 1 724 Juifs (13,92 %) et de 285 Roms (2,30 %).
En 2002, la proportion des différentes communautés a été bouleversée. 23 611 Roumains (65,35 %) cohabitent avec 10 396 Hongrois (28,77 %), 1 831 Roms (5,06 %) et une petite communauté allemande de 237 personnes (0,65 %).
En 2002, la composition religieuse de la ville était la suivante :
- Orthodoxes, 61,68 % ;
- Réformés, 19,89 % ;
- Catholiques romains, 9,82 % ;
- Catholiques grecs, 5,12 % ;
- Adventistes du septième jour, 0,99 % ;
- Pentecôtistes, 0,31 % ;
- Luthériens, 0,31 %.

Lors du recensement de 2011, 65,56 % de la population se déclarent roumains, 24,79 % comme hongrois, 6,21 % comme roms (5,67 % ne déclarent pas d'appartenance ethnique et 0,74 % déclarent appartenir à une autre ethnie).

## Économie
La ville de Reghin possède des usines de fabrication de meubles, de maroquinerie, d'agroalimentaire (Sucmerom) et une importante manufacture d'instruments de musique renommée (lutherie notamment).

## Lieux et monuments
Dans la ville allemande (quartiers saxons) :
- Ancienne église gothique Ste Marie, aujourd'hui temple réformé ;
- Église catholique consacrée en 1781 ;
- Église orthodoxe (ancienne église grecque-catholique) de 1811 ;
- Temple calviniste de 1890.

Dans la ville hongroise :
- Temple protestant du XIIIe siècle ;
- Église grecque-catholique de 1744, aujourd'hui, église orthodoxe ;
- Nouvelle cathédrale orthodoxe 1990 ;
- Église en bois St Nicolas (Sf. Nicolae) de 1725 avec fresques de 1857.

Dans le village d'Apalina :
- Église catholique du XIIIe siècle et XVe siècle ;
- Ancien domaine Teleki et son parc.

## Jumelages
- Vianen (Utrecht) (Pays-Bas)
- Bourg-la-Reine (France)[6]
- Nagykőrös (Hongrie)
- Salle (Italie)
- Ungheni (Moldavie)

## Personnalités liées à Reghin
- Enikő Barabás, née en 1986 à Reghin, rameuse
- Josef Haltrich, né en 1822 à Reghin, enseignant, pasteur et folkloriste
- Georg Maurer, né en 1907 à Reghin, poète, essayiste et traducteur
- Luminița Odobescu, née en 1969, diplomate et femme politique